# Nopsma florencia
Espèce
Nopsma florencia est une espèce d'araignées aranéomorphes de la famille des Caponiidae.

## Distribution
Cette espèce est endémique du département de Chocó en Colombie,. Elle se rencontre vers Acandí.

## Description
Le mâle holotype mesure 6,38 mm.

## Étymologie
Son nom d'espèce lui a été donné en référence au lieu supposé de sa découverte, Florencia, qui s'est révélé erroné.

## Publication originale
- Sánchez-Ruiz, Brescovit & Bonaldo, 2020 : « Revision of the spider genus Nyetnops Platnick & Lise (Araneae: Caponiidae) with proposition of the new genus Nopsma, from Central and South America. » Zootaxa, no 4751(3), p. 461-486.